# Karel Otto
Jean-Charles-Auguste (Karel) Otto (Bad Lauchstädt, 7 oktober 1805 – Ieper, 21 juli 1885) was een Belgisch componist, dirigent, muziekpedagoog en hoornist.

## Levensloop
Otto vestigde zich in 1827 in Antwerpen en was hoornist in het theaterorkest. Van 1838 tot 1844 was hij kapelmeester bij de Militaire muziekkapel van het tweede Artillerieregiment in Ieper alsook van 1843 tot 1846 onderdirigent van de Stadsharmonie in dezelfde stad. In 1846 was hij tijdelijk dirigent van de Société d'Harmonie de la Ville in Poperinge. In de periode van 1844 tot 1875 was hij eveneens dirigent van de zogenoemde Pompiersmuziek van de stad Ieper, de latere "Stadsfanfare". Naast zijn optredens als hoorn-solist bij concerten was hij bovendien muziekleraar aan de "Stedelijke Muziekschool", die vanaf 1848 toegevoegd werd aan de "Knechtjes Stadsschool". In deze functie bleef hij werkzaam tot 1876.
Naar aanleiding van het bezoek van Koning Leopold II van België aan de stad Ieper op 3 augustus 1868 componeerde Otto een cantate naar woorden van Denoyelle die in openlucht in de kiosk op de Grote Markt met meer dan 200 zangeressen en zangers opgevoerd werd. In de krant "De Toekomst" van 9 augustus 1868 staat er een groot bericht over deze uitvoering. Verder componeerde Otto talrijke werken voor harmonie- en fanfareorkest.

## Composities

### Werken voor harmonie- en fanfareorkest
- 1873 Aux Bienfaiteurs de l'Ecole Communale
- Air varié, voor fanfare
- Air varié, voor altsaxofoon en harmonie- of fanfareorkest
- Fantaisie brillante sur les "Géorginnes"
- Fantaisie sur Lara
- Fantaisie sur l'opéra "Faust" van Charles Gounod
- Grande Fantaisie sur "L'Africaine" van Giacomo Meyerbeer
- L'Amitié, wals
- Les clochettes, polka-mazurka voor fanfare
- Pas redoublé,
- Redowa
- Souvenir de differents opéras
- Valse

### Cantates
- 1868 Cantate - tekst: Denoyelle